# Doukala-Abda
Doukala-Abda (også stavet Doukkala-Abda) er en region i det vestlige Marokko, med 1.984.039 indbyggere i 2004, på et areal af 13.285 km². Regionens administrative hovedby er Safi.

## Administrativ inddeling
Regionen er inddelt i to provinser:
- El Jadida og Safi

## Større byer
Indbyggertal efter folketællingen 2. september 2004
- Safi (284.750)
- El Jadida (144.440)
- Youssoufia (64.518)
- Sidi Bennour (39.593)
- Azemmour (36.722)

## Eksterne kilder og henvisninger
- Haut Commissariat au Plan, Direction de la Statistique Arkiveret 9. april 2007 hos  Wayback Machine

32°16′N 9°12′V / 32.267°N 9.200°V